# Демидово (Собинский район)
Демидово — деревня в Собинском районе Владимирской области России, входит в состав Куриловского сельского поселения.

## География
Деревня расположена на автодороге М-7 «Волга» в 1 км на восток от города Лакинск и в 5 км на север от райцентра города Собинка.

## История
В Уставной грамоте Владимирского уезда Ильмехотского стана 16 июля 1537 года, в числе многих других деревень названного стана, деревня Демидово значилась дворцовым имением, в этой грамоте царь и великий князь Иоанн Васильевич Грозный бобровикам деревни Демидово и других деревень повелевает — «пойманных ими бобров в реках: Клязьме, Судогде и Колокше доставлять в царскую казну шерстью». В 1576 году деревня Демидово великим князем Симеоном Бекбулатовичем пожалована в вотчину князю Данилу Засекину.
В конце XIX — начале XX века деревня входила в состав Воршинской волости Владимирского уезда, с 1926 года — в Собинской волости. В 1859 году в деревне числилось 43 дворов, в 1905 году — 69 дворов, в 1926 году — 87 хозяйств.
С 1929 года деревня входила в состав Алексеевского сельсовета Собинского района, с 1965 года — в составе Куриловского сельсовета.

## Население
| 1859 | 1905 | 1926 |
| ---- | ---- | ---- |
| 289  | 390  | 407  |

| 1859 | 1905 | 1926 | 2002 | 2010 | 2021 |
| ---- | ---- | ---- | ---- | ---- | ---- |
| 289  | ↗390 | ↗407 | ↘105 | ↘104 | ↘61  |

## Экономика
В деревне находится Демидовский фанерный комбинат.